# Белланова, Рауль
Рау́ль Беллано́ва (итал. Raoul Bellanova; род. 17 мая 2000, Ро, Ломбардия) — итальянский футболист, защитник клуба «Аталанта» и сборной Италии.

## Клубная карьера
Белланова с 2006 года находился в молодёжной системе «Милана». Его контракт с клубом был подписан до июня 2019 года, от предложенного ему «Миланом» нового контракта Рауль отказался из-за невысоких шансов пробиться в основной состав клуба.
23 января 2019 года Белланова заключил контракт на четыре с половиной года с французским клубом «Бордо». «Милан» получил за своего воспитанника 1 млн евро, а также 10 % от выручки с последующей продажи игрока. По условиям сделки вторую половину сезона 2018/19 Рауль провёл в молодёжной команде «Милана» на правах аренды. Летом 2019 года Белланова присоединился к «Бордо». 10 августа он дебютировал на профессиональном уровне, выйдя в стартовом составе на матч чемпионата Франции с клубом «Анже».

## Выступления за сборную
С 2015 года Белланова выступает за юношеские и молодёжные сборные Италии, начиная с команды игроков до 15 лет. В составе команды юношей до 17 лет он играл на чемпионатах Европы 2016 и 2017 годов. Вместе со сборной игроков до 19 лет в 2018 году Рауль дошёл до финала чемпионата Европы, где его команда проиграла сверстникам из Португалии. В 2019 году Белланова в составе сборной до 20 лет выступал на чемпионате мира, где итальянцы заняли четвёртое место.

## Стиль игры
Белланова преимущественно играет на позиции правого защитника. Он отличается высокой скоростью и хорошими физическими данными, но при этом ему не достаёт технического мастерства. Рауль лучше действует при подключении к атакам, чем при игре в обороне.

## Статистика
| Выступление      | Выступление      | Выступление      | Лига | Лига | Кубок | Кубок | Кубок лиги | Кубок лиги | Континент | Континент | Итого | Итого |
| Клуб             | Лига             | Сезон            | Игры | Голы | Игры  | Голы  | Игры       | Голы       | Игры      | Голы      | Игры  | Голы  |
| ---------------- | ---------------- | ---------------- | ---- | ---- | ----- | ----- | ---------- | ---------- | --------- | --------- | ----- | ----- |
| Бордо            | I                | 2019/20          | 1    | 0    | 0     | 0     | 0          | 0          | 0         | 0         | 1     | 0     |
| Аталанта         | I                | 2019/20          | 1    | 0    | 0     | 0     | 0          | 0          | 0         | 0         | 1     | 0     |
| Пескара          | II               | 2020/21          | 30   | 0    | 1     | 0     | 0          | 0          | 0         | 0         | 31    | 0     |
| Кальяри          | I                | 2021/22          | 31   | 1    | 0     | 0     | 0          | 0          | 0         | 0         | 31    | 1     |
| Интернационале   | I                | 2022/23          | 0    | 0    | 0     | 0     | 0          | 0          | 0         | 0         | 0     | 0     |
| Всего за карьеру | Всего за карьеру | Всего за карьеру | 63   | 1    | 1     | 0     | 0          | 0          | 0         | 0         | 64    | 1     |

## Достижения
«Интернационале»
- Обладатель Кубка Италии: 2022/23
- Обладатель Суперкубка Италии: 2022